# Западноамериканские поганки
Западноамериканские поганки (лат. Aechmophorus) — род водоплавающих птиц из семейства Поганковые (Podicipedidae).

## Виды
Международный союз орнитологов относит к роду два вида:
- Западноамериканская поганка (Aechmophorus occidentalis)
- Поганка Кларка (Aechmophorus clarkii)

Кроме этих двух существующих сегодня видов, в семейство входил известный по ископаемым остаткам доисторический вид Aechmophorus elasson.